# Château de la Jaubertie
Le château de la Jaubertie est un château situé sur la commune de Colombier, en Dordogne, dans la région Nouvelle-Aquitaine. Le château tel que nous le connaissons aujourd’hui a été construit au cours du XVIIIe siècle et modifié de nombreuses fois au cours des XIXe et XXe siècles.

## Historique
Les vestiges indiquent qu'un campement occupe une partie de la propriété durant la période néolithique (-400 avant J.-C.). Au XIIe siècle, le lieu est renommé comme un petit fief, puis devient au XVIe siècle une propriété de chasse d'Henri IV, qui en aurait fait cadeau à sa maîtresse, Gabrielle d'Estrées.
Au début du XVIIe siècle, le château est la propriété de Charles d'Estutt de Solminihac, seigneur de la Boissière, qui est le plus lointain propriétaire connue du château de la Jaubertie.
En 1701, et jusqu’en 1772, c'est la famille de Saint-Ours qui occupe les lieux.
Durant la Révolution française, c'est le docteur préféré de la reine Marie-Antoinette, Léon Beylet, qui en est le propriétaire. Il achève la construction du château dans le style Directoire pour sa maîtresse, danseuse reconnue.
Le château passe ensuite au mains de la famille de Calbiac qui en fait l’acquisition en 1822 et finira par s'en séparé en 1886.
Son architecture subit une évolution entre la fin du XVIIIe et le début du XXe siècle, lorsque les pavillons adjacents sont séparés du bâtiment principal. En 1916, à la suite d'un incendie, le fronton du bâtiment est reconstruit tel qu'il est aujourd'hui.
Depuis 1973, la propriété appartient successivement à plusieurs membres de la famille Ryman qui en ont fait l'un des domaines viticoles les plus renommé de la région.

## Architecture
Le château est précédé au sud d'un parc fermé par une grille et des bâtiments des communs
Il se compose d'un bâtiment rectangulaire à deux étages avec deux pavillons hexagonaux à rez-de-chaussée accolés aux façades latérales. Deux autres pavillons se dressent un peu à l'écart de ces mêmes façades. La façade principale, au sud, possède un décor de bas-reliefs de gypseries malheureusement en très mauvais état.
L'intérieur offre une riche décoration. La cage d'escalier a été ornée en 1923 de peintures en trompe-l'œil de style néo-antiquisant par un artiste bergeracois Laurent Charrier. Les plafonds du grand salon et de la chambre contiguë sont décorés de peintures représentant des thèmes mythologiques.

## Protection
Les façades et toitures du château, ainsi que le pavillon, les pigeonniers et le puits sont inscrits aux monuments historiques par arrêté du 12 juillet 2004.

## Sources
1. 1 2 3 4  [PDF] « Proposition de périmètres délimités des abords (pda) des monuments historiques inscrits et/ou classés au titre du code du patrimoine » sur la-cab.fr/ (consulté le 10 juillet 203).
2. ↑  Notice no PA24000042, sur la plateforme ouverte du patrimoine, base Mérimée, ministère français de la Culture